# Alex Astaneh Lopez
Alex Astaneh Lopez (* 13. Juni 1987 in Madrid) ist ein irischer Schachspieler. Er lebt in Cork.
Alex Astaneh Lopez wurde in Spanien geboren und kam im Alter von sieben Jahren nach Irland. 2003 wurde er Dritter in der spanischen Jugend-Schachmeisterschaft.
Im Jahre 2010 gewann er erstmals die irische Schachmeisterschaft. Im Dezember desselben Jahres erfüllte er beim London Chess Classic seine dritte IM-Norm und erhielt 2011 den FIDE-Titel Internationaler Meister. 2014 verabschiedete er sich vorübergehend von der Schachwelt, laut eigenen Angaben um die Welt zu bereisen und zu meditieren. Im Januar 2017 begann er wieder in Turnieren wie dem Bunratty Chess Festival zu spielen. Erneut belegte er 2017 den ersten Platz der irischen Schachmeisterschaft (ex aequo mit Philip Short), ebenso 2018.
Alex Astaneh Lopez spielte für die irische Mannschaft bei den Schacholympiaden 2010, 2014 und 2018. In der britischen Four Nations Chess League spielte er in der Saison 2018/19 für Cheddleton, in der luxemburgischen Division nationale in der Saison 2019/20 für The Smashing Pawns Bieles.